# Stade du parc Misaki
 (avril 2025).
Le stade du parc Misaki (en japonais : 御崎公園球技場), également connu comme Home's Stadium Kobe pour la 1re division japonaise (et anciennement Kobe Wing Stadium) est un stade de football situé à Kōbe au Japon.
Il a une capacité de 30 132 places. C'est le domicile du Vissel Kobe du Championnat du Japon de football et des Kobe Steel Kobelco Steelers.

## Histoire
Il est construit en 2001 pour 206 millions d'euros (plus de 23 milliards de yens) en vue de la Coupe du monde de football de 2002 avec  42 000 places.
En temps normal, la capacité est de 30 132 places (maximum en stade d'intérieur). Mais pour les grands évènements, lorsque le toit est totalement rétracté, des gradins peuvent être rapidement accommodés sur la structure du toit et augmentent la capacité totale à 42 000 places.

## Galerie

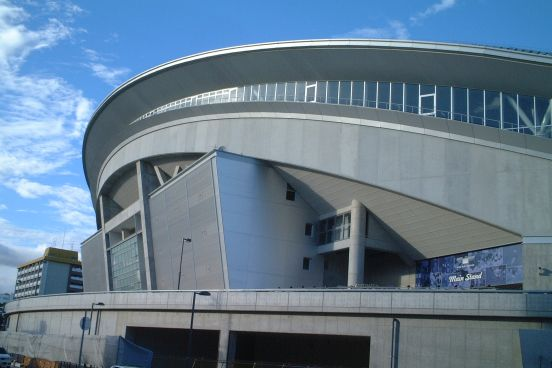
Extérieur
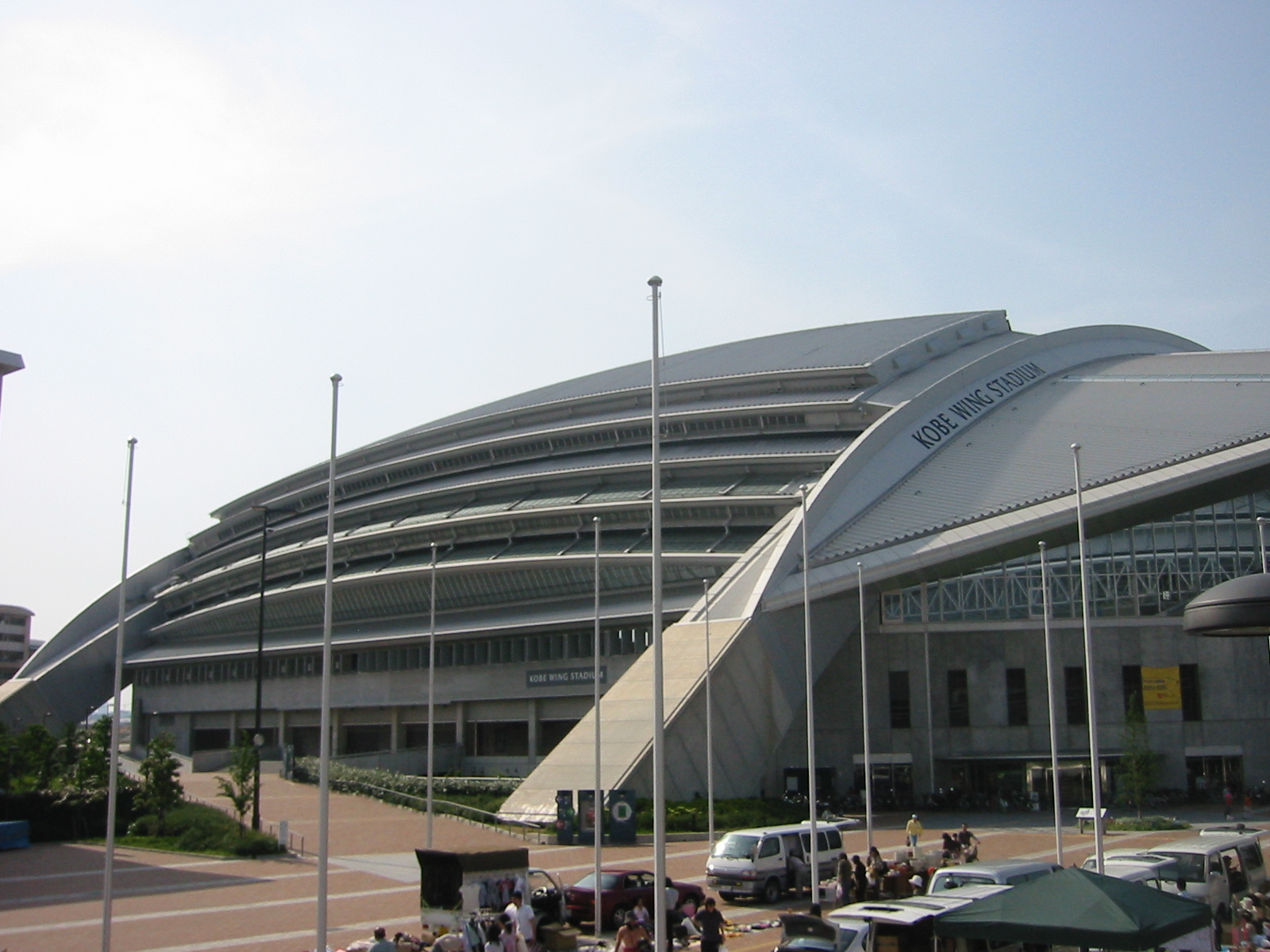
Extérieur

## Événements
- Coupe du monde de football de 2002
- Coupe du monde de rugby à XV 2019